# Przedwojewo
Przedwojewo – wieś sołecka w Polsce położona w województwie mazowieckim, w powiecie ciechanowskim, w gminie Opinogóra Górna. Leży nad Soną dopyłwem Wkry.
| SIMC    | Nazwa       | Rodzaj    |
| ------- | ----------- | --------- |
| 0121761 | Jałowa Wieś | część wsi |

Wieś szlachecka położona była w drugiej połowie XVI wieku w powiecie ciechanowskim ziemi ciechanowskiej. W latach 1975–1998 miejscowość administracyjnie należała do województwa ciechanowskiego.

## Zabytki
W miejscowości znajduje się dwór, który został wybudowany w 1887 roku. Przed II Wojną Światową należał do rodziny Marchwickich. 

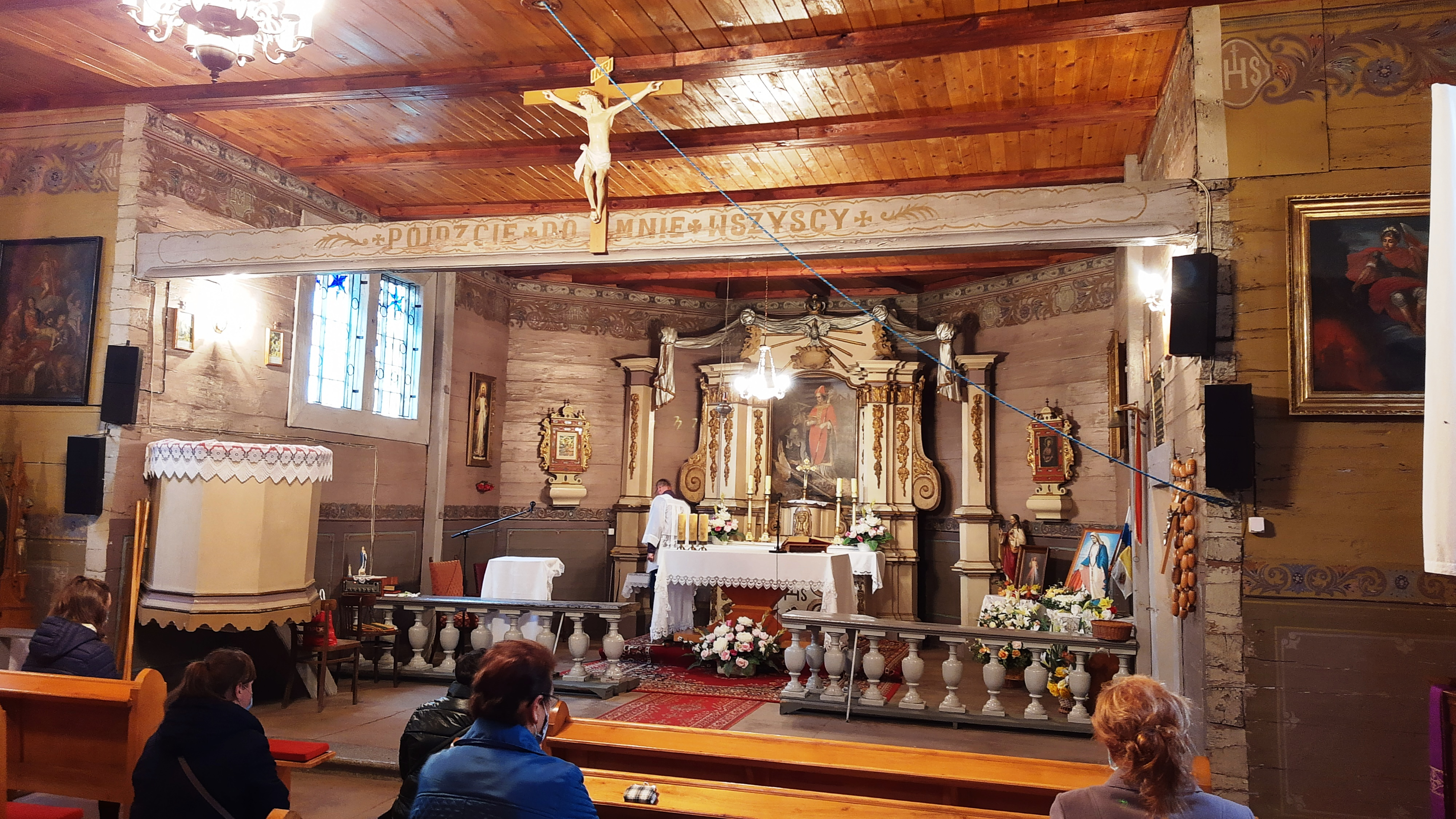
Wnętrze kościoła

Znajduje się tu również drewniały kościół pod wezwaniem Przemienienia Pańskiego i Świętego Stanisława z 2 połowy XVIII w. Jest kościołem filialnym parafii farnej pw. św. Józefa w Ciechanowie. Świątynia ta jest wyjątkowa w skali całego Mazowsza. Kościółek jest niewielki. Nawa jest szersza niż dłuższa a wewnątrz ściany nie zostały oszalowane tak, że doskonale widać łączenie bali na tzw. jaskółczy ogon. Dach pokryty jest gontem i zwieńczony wieżyczką. Najciekawszym elementem wyposażenia jest barokowy ołtarz główny z obrazem św. Stanisława Biskupa Męczennika. Ambona pochodzi z XVIII wieku, a na belce tęczowej umieszczono siedemnastowieczny krucyfiks.
Przed kościołem zobaczyć można mogiłę żołnierzy 203. Ochotniczego Pułku Ułanów, poległych w wojnie z bolszewikami w 1920 roku. 